# Torello Saraina
Torello Saraina (Verona, 1475 – Verona, 1550) è stato uno storico e umanista italiano.

## Biografia

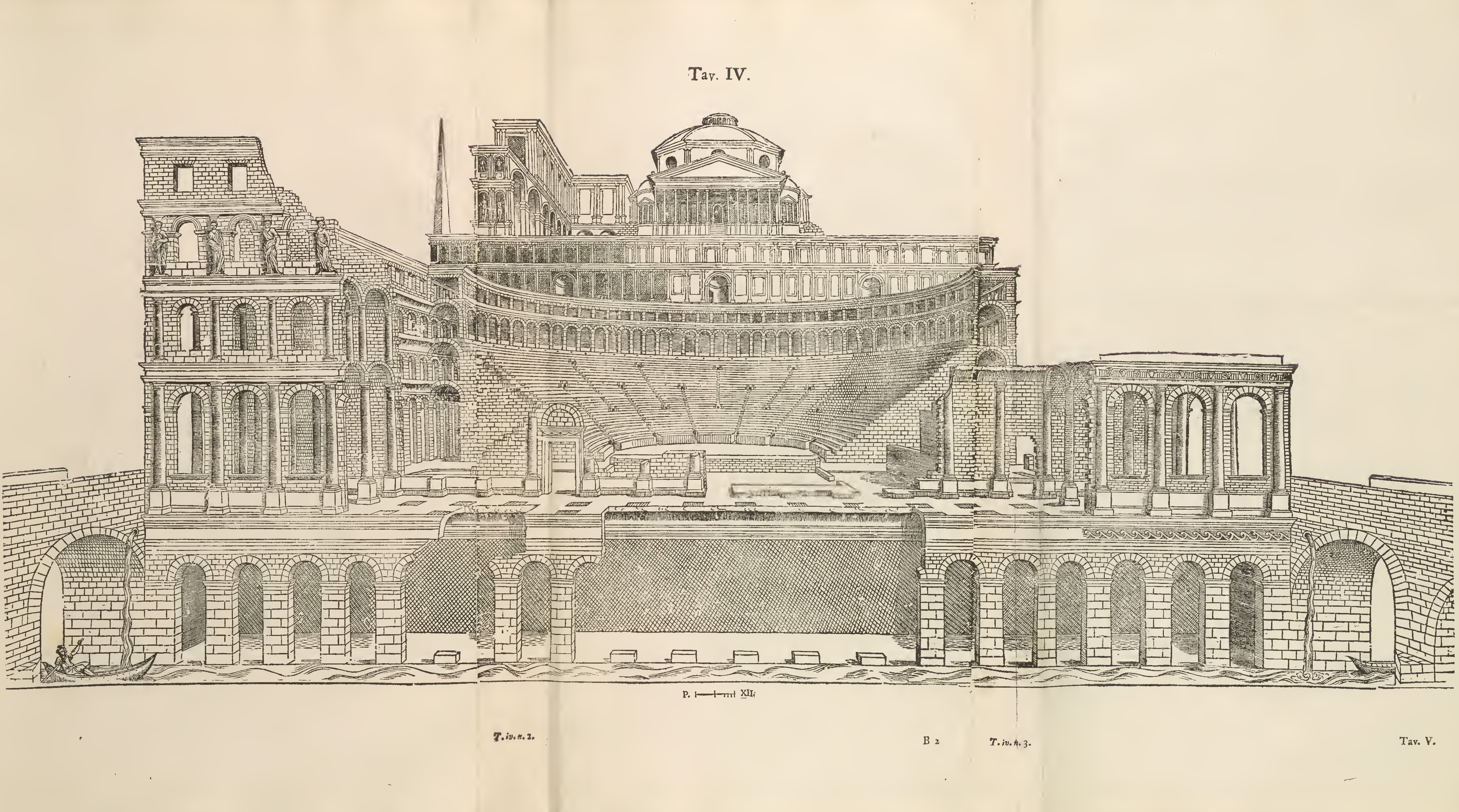
Tavola illustrata del Teatro romano di Verona di Giovanni Caroto, tratta dal De origine et amplitude civitatis Veronae di Torello Saraina

Torello Saraina (attestato anche come Sarayna) nasce verso la fine del XV secolo a Verona, dove morirà a metà del '500. Diventa dottore in legge e umanista, anche se i suoi lavori più importanti sono di carattere storico. Saraina era uno degli storici dell'epoca (insieme a Galeazzo Gatari) che credeva che Cangrande della Scala fosse morto per avvelenamento. Nella fattispecie, sosteneva che il signore di Verona fosse stato avvelenato con un frutto.
Nel 1540 pubblica il De origine et amplitude civitatis Veronae, probabilmente il suo capolavoro, che viene illustrato dal pittore veronese Giovanni Caroto, e concepito sotto forma di dialogo tra alcuni personaggi, tra cui lo stesso Caroto. Nell'introduzione il Saraina scrive che la sua opera è una sostanziale "risposta" velatamente polemica al Terzo libro dell'architettura di Sebastiano Serlio pubblicato nello stesso anno (1540), che, a detta del veronese, contiene molti errori. Il De origine è un insieme di tavole che rappresentano i monumenti romani di Verona e può essere considerato a tutti gli effetti il primo trattato di catalogazione delle antichità veronesi. Tra le tavole presenti spicca senza dubbio quella relativa al Teatro romano, fonte di ispirazione per il Palladio per i suoi progetti architettonici sui teatri antichi. Una traduzione in volgare del De origine venne realizzata da un nipote del Saraina, Gabriele, e verrà pubblicata da Cesare Cavattoni nel 1851.
Nel 1542 pubblica un'altra opera notevole dal punto di vista storiografico, le Historie e fatti de' Veronesi nelli tempi del popolo et Signori Scaligeri, questa volta in volgare ed edito sempre a Verona.
Torello Saraina muore nel 1550 e il suo corpo è sepolto nella Chiesa di San Fermo Maggiore.
A lui è dedicata una via di Verona, nel quartiere residenziale di Borgo Venezia.

## Opere
- De origine et amplitude civitatis Veronae, Verona, 1540
- Historie e fatti de' Veronesi nelli tempi del popolo et Signori Scaligeri, Verona, 1542